# 프란시스코 데 파울라

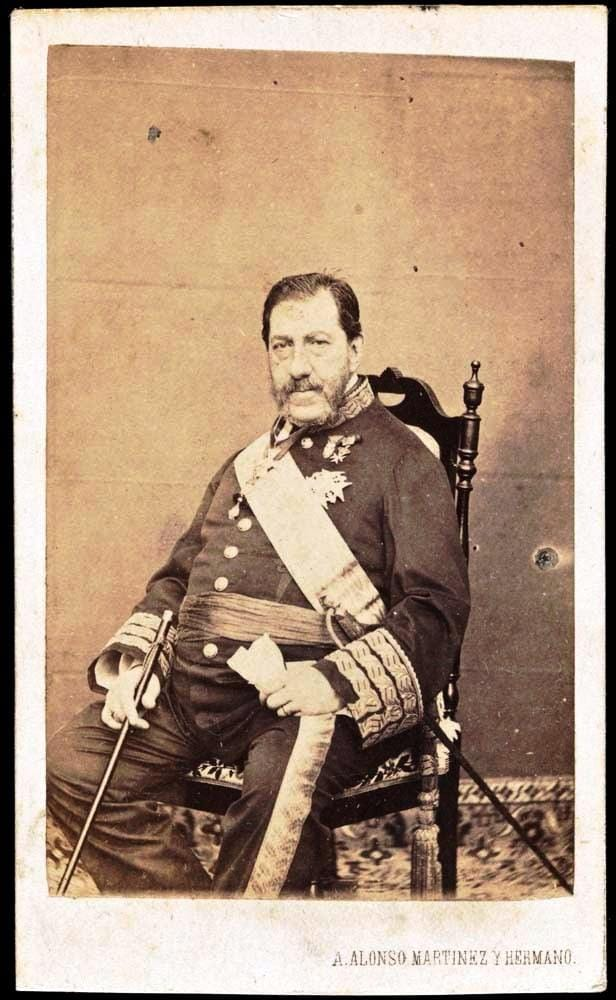
1860년 경의 프란시스코 데 파울라

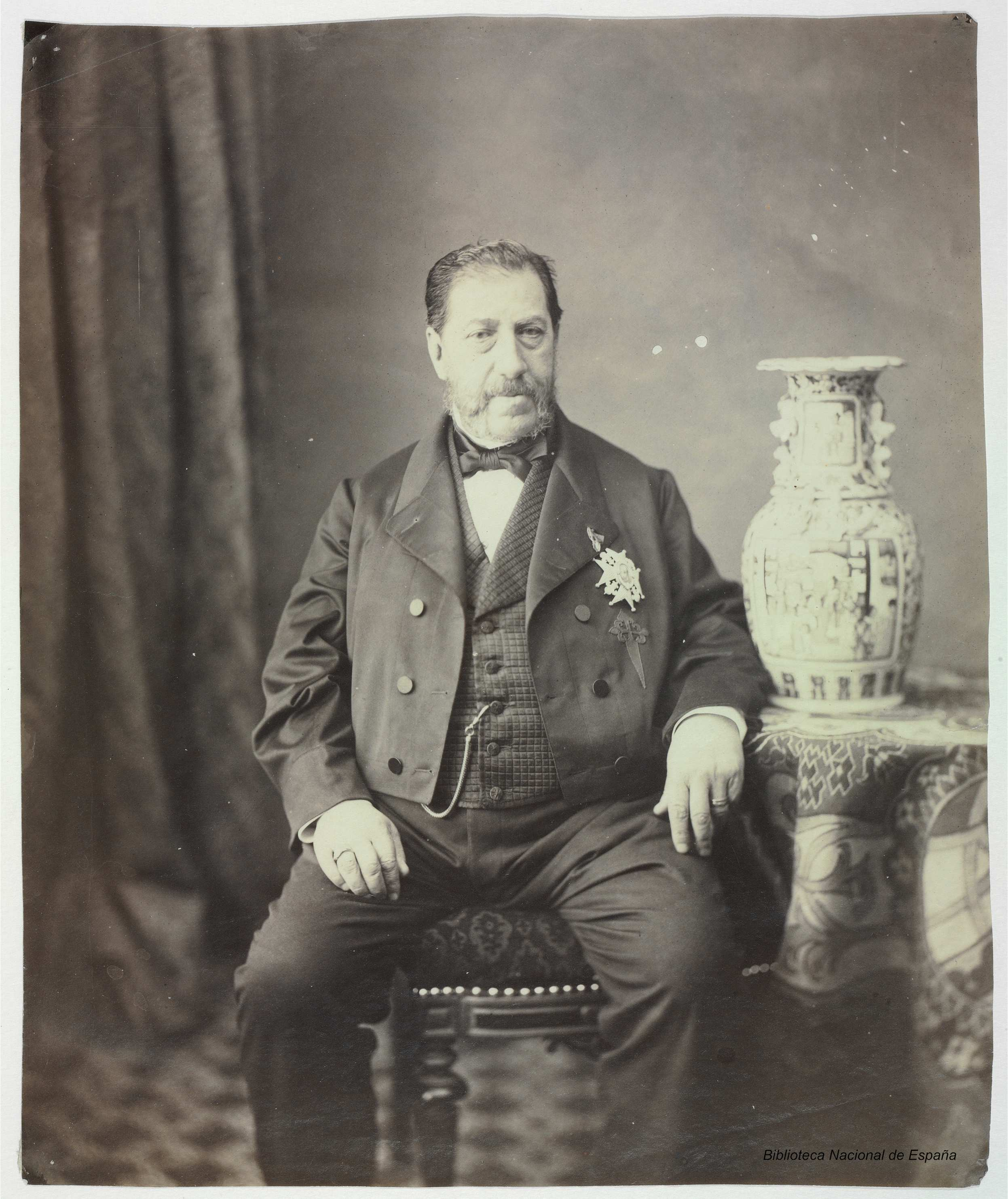
프란시스코 데 파울라

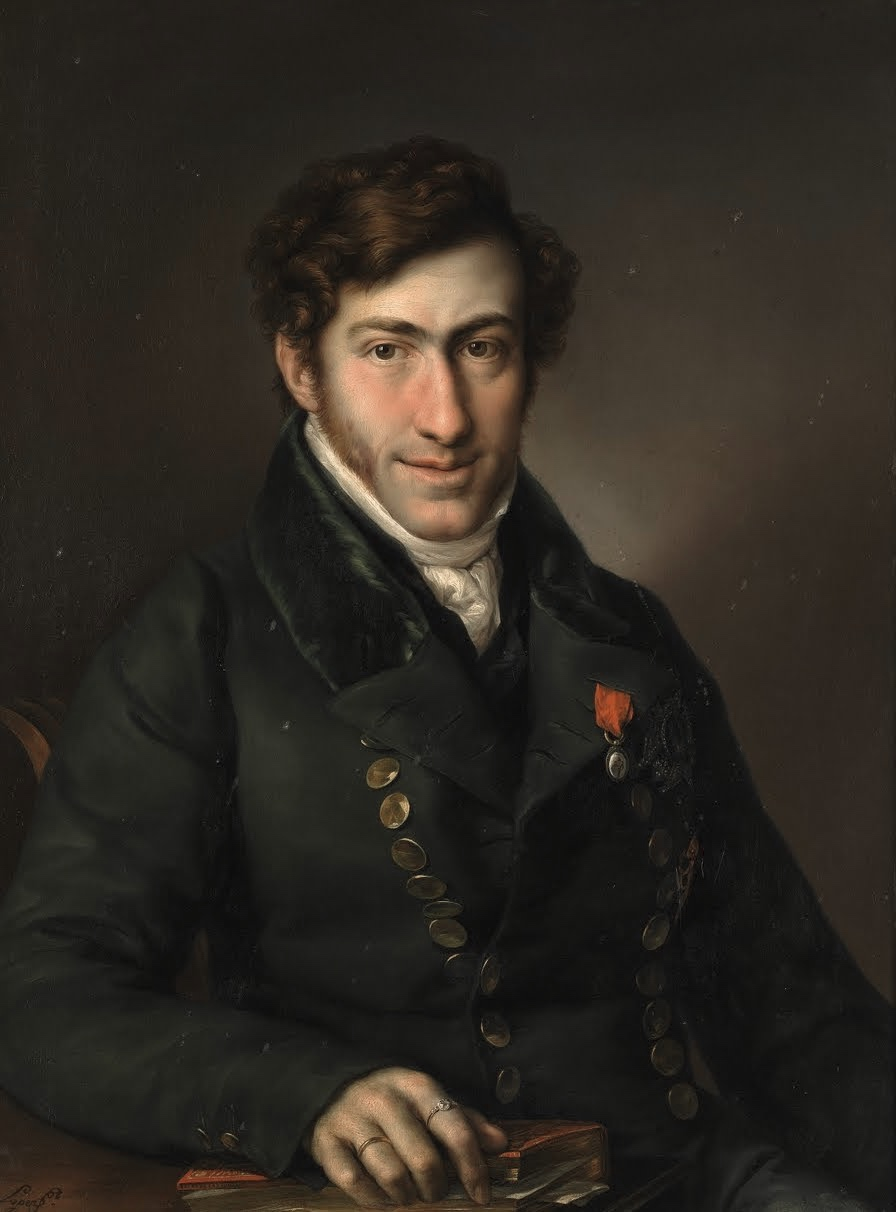

인판타 부르봉파르마의 프란시스코 데 파울라(Francisco de Paula Antônio de Bourbon e Bourbon-Parma, 1794년 3월 10일 ~1865년 8월 13일)는 스페인의 왕자, 왕족으로 페드로 3세와 파르마의 마리아 루이즈의 아들이자 페르난도 7세의 동생이며, 후일 이사벨 2세의 남편 카디스 공작 프란시스코의 아버지이다. 아랑후에스 출신으로, 아마추어 가수이자 화가였다.